# Brachycnephalia brasiliensis
Brachycnephalia brasiliensis är en tvåvingeart som beskrevs av Townsend 1927. Brachycnephalia brasiliensis ingår i släktet Brachycnephalia och familjen parasitflugor. Inga underarter finns listade.